# Milo Aukerman
Milo Jay Aukerman (né le 1er janvier 1963) est un chanteur et auteur-compositeur américain, ancien chercheur en biologie moléculaire. Aukerman est surtout connu pour être le chanteur principal du groupe de punk rock Descendents, un groupe largement considéré comme les pionniers du pop punk. Une caricature d'Aukerman sert de mascotte au groupe.

## Biographie

### Éducation et carrière scientifique
Aukerman a fréquenté le Mira Costa High School, avec des membres du groupe Descendents,. Il est titulaire d'un doctorat en biologie de l'UC San Diego, a mené des recherches postdoctorales en biologie moléculaire à l'université du Wisconsin-Madison et à l'université de Pennsylvanie, et a travaillé auparavant comme chercheur sur les plantes chez DuPont et comme professeur adjoint à l'université du Delaware,,. Dans une interview accordée à Spin en 2016, Aukerman annonce arrêter la recherche pour se consacrer à la musique à plein temps.

### Musique
Bien qu'il ne soit pas un membre original, Aukerman a rejoint Descendents après la sortie de leur premier single (Ride the Wild b/w It's a Hectic World), qui mettait en vedette les membres fondateurs Frank Navetta et Tony Lombardo au chant principal. Le premier enregistrement d'Aukerman avec Descendents est le Fat EP, sorti en 1981. Le premier album studio de Descendents sort en 1982 et s'intitule Milo Goes to College, car Aukerman avait décidé de quitter le groupe pour poursuivre des études en biochimie à l'université de Californie à San Diego. Entre 1983 et 1987, Aukerman rejoint brièvement Descendents à plusieurs reprises pour enregistrer des albums et partir en tournée. Aukerman dit quitter le groupe pour de bon à la fin de la tournée de soutien de l'album All, sorti en 1987, après quoi les membres restants continuent à tourner et à enregistrer avec une série de chanteurs principaux sous le nom de All.
Aukerman décide de rejoindre les Descendents en 1995, et sort l'album Everything Sucks l'année suivante. Il retourne à sa carrière en biologie moléculaire après la tournée de soutien de l'album, revenant aux Descendents par intermittence au cours des années suivantes pour tourner et enregistrer l'album Cool to Be You et l'EP 'Merican, tous deux sortis en 2004 sur Fat Wreck Chords.
En juillet 2016, Aukerman annonce qu'il abandonne sa carrière scientifique pour se consacrer à plein temps aux Descendents, citant l'épuisement de la biochimie et le licenciement de DuPont. Le groupe sort son septième album studio, Hypercaffium Spazzinate, le 29 juillet 2016.
En tant que musicien, Aukerman chante dans un registre ténor moyen, et ses paroles généralement optimistes abordent des sujets universels tels que les filles/le rejet, la dépendance à la caféine, et la quête sans fin de la bonne nourriture. Il est connu pour sa physionomie à lunettes, son côté intello sans complexe et son autodérision, son attitude de « anti-rockstar ». En dehors de son travail avec les Descendents, Aukerman a également fait des chœurs pour d'autres musiciens (y compris All, un groupe dérivé des Descendents), et a brièvement été le leader du groupe Milestone en 1988 à San Diego, alors qu'il étudiait à l'université.